# La Cinquième Sœur
Pour plus de détails, voir Fiche technique et Distribution.
La Cinquième Sœur (Satan's School for Girls) est un téléfilm américain réalisé par Christopher Leitch, diffusé en 2000.

## Synopsis
Beth Hammersmith vient de perdre sa sœur, Jenny, qui est morte dans d'étranges circonstances. Elle décide alors d'aller enquêter dans la fac de celle-ci pour essayer de savoir ce qui s'est réellement passé. Jenny se serait suicidée, mais Beth est persuadée que ce n'est pas le cas. En arrivant sur place, elle apprend que plusieurs personnes ont trouvé la mort dans cet étrange établissement.

## Fiche technique
- Titre : La Cinquième Sœur (version télévisée) / Filles de Satan (version en vidéo)
- Titre original : Satan's School for Girls
- Réalisation : Christopher Leitch
- Scénario : Jennifer Maisel, Arthur A. Ross et Michael Hitchcock
- Musique : Dan Raziel
- Décors : Perri Gorrara
- Costumes : Claire Nadon
- Production : Robert Berger, Murray Shostak, Aaron Spelling
- Pays :  États-Unis
- Genre : Thriller/ Horreur
- Durée : 87 minutes

## Distribution
Note : Le film a eu deux doublages français, le premier pour la télévision, et le second pour la vidéo.
- Shannen Doherty (VF : Anne Rondeleux / Barbara Kelsch) : Beth Hammersmith / Karen Oxford
- Julie Benz (VF : Charlotte Marin) : Alison Kingsley
- Daniel Cosgrove (VF : Damien Boisseau) : Mark Lantch
- Kate Jackson (VF : Perrette Pradier) : Olivia Burtis
- Cecile Cristobal (VF : Ivana Coppola) : Mélanie Hernandez
- Victoria Sánchez (VF : Caroline Lallau) : Lisa Bagley
- Richard Joseph Paul : Nick Delacroix
- Taraji P. Henson : Paige
- Aimée Castle : Courtney
- Mandy Schaffer : Hillary
- Irene Contogiorgis : Jenny Hammersmith
- Melissa Galianos : l'étudiante